# Romeo x Juliet

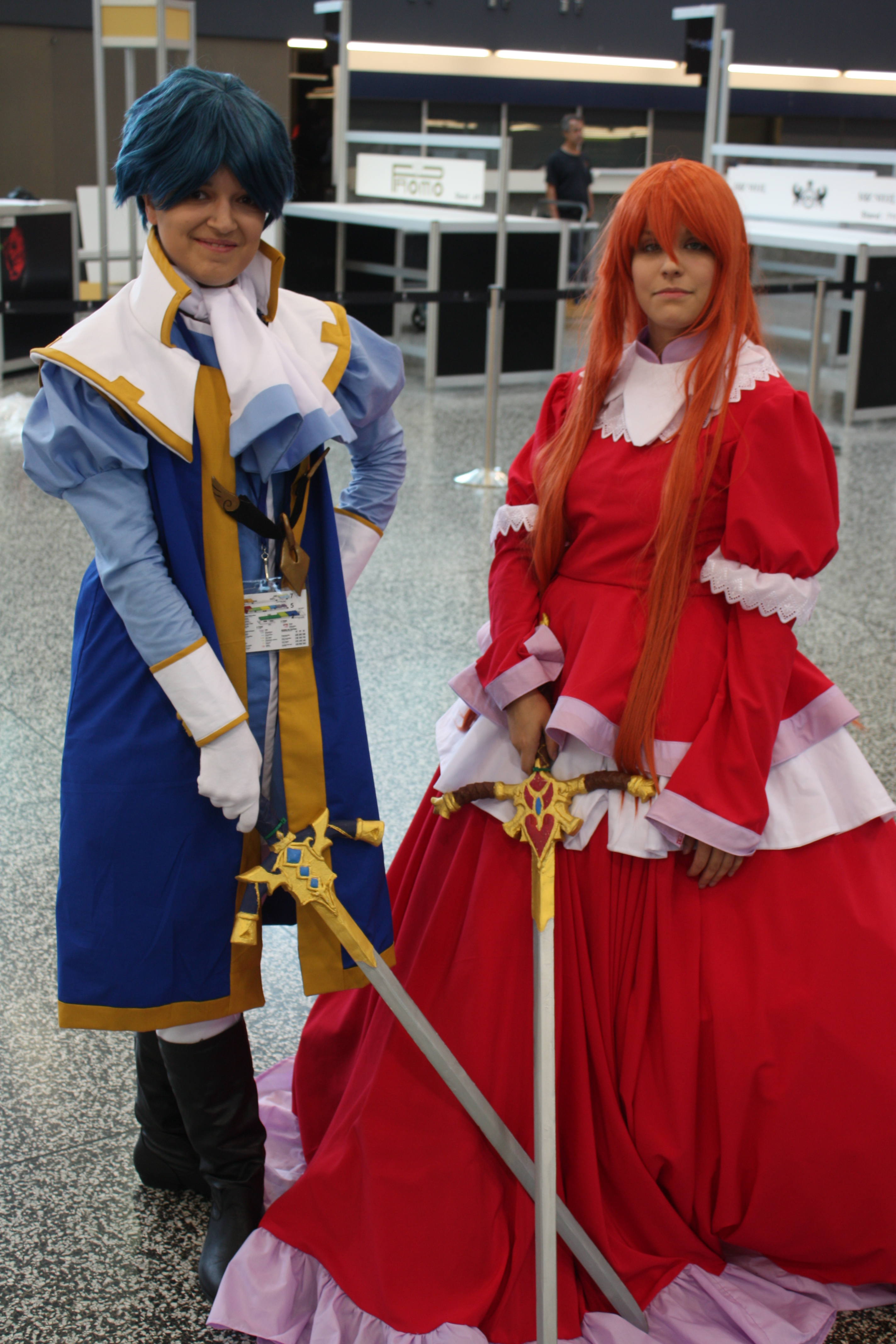
Cosplay at Otakuthon 2014

Romeo×Juliet (ロミオ×ジュリエット Romio to Jurietto?) este o serie anime, foarte puțin bazată pe clasica piesa a lui William Shakespeare, Romeo și Julieta, împreună cu numeroase referințe și personaje din piese Shakespeariene. Deși animeul împrumută povestea lui Shakespeare, adaptarea diferă foarte mult de original. A avut premiera pe 4 aprilie 2007 în Japonia pe CBC, iar mai târziu TBS, KBS Kyōto și SUN TV. Si-a încheiat difuzarea pe 26 septembrie, 2007, cu un total de 24 de episoade. În 2009, Romeo x Juliet a fost tradusă și în engleză și publicată de FUNimation Divertisment.

## Povestea
În fantasticul aeropolis Neo Verona, nobila casă Capulet a condus pașnic timp de generații - până în urmă cu paisprezece ani, când vechea dușmănie deținută de rivala casă de Montague a condus la o revoltă, și casa Capulet a fost detronată și eliminată printr-o lovitură sângeroasa. Acum, când Neo Verona suferă sub mâna noilor săi stăpâni, destinele a doi iubiți sunt pe cale să se împreuneze tragic ... În timp ce cetățeni orașului suferă, clanul Capulet luptă pentru a obține o victorie împotriva dușmanilor lor, și Montagues strâng frâurile puterii, o dragoste puțin probabilă înflorește între Romeo și Julieta - dar în fața unei astfel de adversitați, acestă iubirea nenorocoasă este sortita  a fi ruinată de la început. Triumf sau tragedie; doar soarta știe ce îi așteaptă pe Romeo si Julieta ...

Povestea începe cu flashback-urile Julietei in ipostaza de copil scăpând de masacrul familiei Capulet ordonat de Laertes Montague. Paisprezece ani mai târziu, înainte de flashback, clanul Montague stăpâneste tarâmul fantastic cunoscut ca Neo Verona cu o mână de fier; Julieta ajută oameni obișnuiți într-o maniera a la Robin Hood în timp ce Romeo protestă impotriva cruzimii tatălui său. Ei se întalnesc întâmplător la "Rose Ball" și se îndragostesc la prima vedere. Cu toate acestea, când Julieta împlinește șaisprezece ani și învață adevărul despre moștenirea ei, ea trebuie să aleagă între revoluție și devotament.

## Personaje principale
O listă de porsonaje secundare poate fi găsită la Lista personajelor secundare din Romeo X Juliet.
Juliet (ジュリエット Jurietto?) Dublaj voce: Fumie Mizusawa  
Juliet Fimatta Arst Capulet este ultimul membru al familiei Capulet. Ea se îmbracă ca un băiat, Odin, pentru a evita să fie capturată de Casa Montague, care îi caută încă pe membri Capulet. Un spadasin excelent, poartă masca lui Red Whirlwind (赤い旋風 Akai Kaze?), pentru ai ajuta pe cei oprimați de Casa Montague. Ea se îndrăgostește involuntar de Romeo, cea ce duce la complicații pentru ea de-alungul seriei.
Romeo (ロミオ Romio?) Dublaj voce: Takahiro Mizushima 
Romeo Candole Bando Montague este fiul Lordului Leontes Montague și a Lady Portia și moștenitorul tronului Neo Veronei. Din motive politice, a fost forșat într-o logodnă nedorită cu Hermione, o tânără de viță nobilă. Ca nobil, călătorește și posedă un ryūba numit Cielo pe care îl eliberează mai târziu. În contrast cu tatăl său, el este ascultător și amabil, adesea dezaprobă tirania familiei sale. El este ostracizat de nobilime, mai puțin de prietenul său Benvolio.
Lord Montague (モンタギュー Montagyū?) Dublaj voce: Kōji Ishii 
Leontes Montague este nemilosul, Duce machiavelian al Neo Verona. El, un fiu ilegitim al Casei Capulet, și mama sa (o prostituată) s-a născut și a crescut în saracie. Moartea mamei sale este cauza urii sale nesfârșite înpotriva Casei Capulet și ambiția sa de a deveni Duce. El se comportă rece cu cei din jurul său, păsându-i doar de Marele Copac Escalus. Este ucis în finalul seriei de catre un Mercutio care a înnebunit.
Tybalt (ティボルト Tiboruto?) Dublaj voce: Ryōtarō Okiayu 
Un războinic misterios care mai târziu se dovedește a fi fiul ilegitim al lui Leontes Montague. El dorește răzbunare pentru mama sa, o femeie Capulet folosită de Lordul Montague. Eventual ajunge sa fie un medium între Julieta și Romeo. Numele său este evident o referință la personajul din piesa originală, deși, în varianta lui Shakespeare el este vărul Julietei și nu este înrudit cu Romeo în nici un fel.

### Diferențe între personajele din piesa Originală și Serie
- Lord Montegue În piesa de teatru Montegue era un personaj minor care apare numai în câteva scene din piesă. Este prezentat ca un tată grijului și supraprotectiv, neavând nici un interes în a distruge Capuleți. În serie este principalul antagonist și posedă titlul de Duce al Neo Veronei, nu numai conducătorul propiei familii. Se comportă ca un tată și lider rece, nemilos, insetat de putere. Țelul său principal în serie este de a găsi moștenitorul Capuleților și de al ucide, înainte ca oameni încă loiali Capuleților să înceapă o rebeliune.
- Mercutio În serie Mercutio se comportă ca o versiune mai tânără, șireată, nerespectuosă, și alintată a Lordului Montegue. Servește ca spion pentru Lordul Montegue pentru a afla de ce Romeo se comportă ciudat, pentru ca Montegue să își dezmostenească fiul pentru că o iubește pe Julieta, pentru ca el însuși să devină următorul Lord (fiind singura rudă masculină a lui Romeo, în afară de Tyblt pe care Montegue la abandonat). În piesă Mercutio nu este vărul lui Romeo ci cel mai bun prieten al acestuia și se comportă ca un bufon nesăbuit, căruia îi pasă de Romeo dar care încă este loial Casei Montegue, iar în timp ce moare îi avertizează pe cetățeni Veronei ce se va întâmpla dacă luptele vor continua, pe când în serie el dispare după cel îl ucide pe Lordul Montegue într-un moment de nebunie, dorind răzbunare.
- Cordelia În piesă Cordelia nu a fost niciodată adresată după nume, dar personajul se bazează pe doica Julietei. În serie Cordelia este cea mai bună prietenă a Julietei și se comportă ca o soră mai mare pentru ea, în timp ce personajul din piesă era doar o doică care servea drept voce a rațiunii pentru Julieta și se comporta mai mult ca o mamă decât o sora. Cordelia este mult mai tânără decât în piesă având în jur de nouăsprezece ani  în timp ce în piesă era trecută de patruzeci.
- Benvolio Acest personaj pare să se fi schimbat cel mai puțin deoarece a rămas acelaș tânăr politicos ca și în piesa originală, deși în această versiune îl înlocuește pe Mercutio ca cel mai bun prieten al lui Romeo în timp ce Mercutio devine verișorul lui Romeo. Mai târziu în serie începe sa aibă sentimente pentru Cordelia după exilul din Neo Verona căsătorindu-se mai târziu. Acest lucru nu s-ar fi întâmplat în piesă datorită diferenței de vârstă dintre cei doi și loialităților pe care fiecare le avea pentru propia familie.
- Juliet În serie Julieta este prezentată ca o femeie tânară, puternică, determinată și inteligentă, care este hotărâtă să aducă familia Capulet la putere din nou, dar este profund îndrăgostită de Romeo și măcinată de decizia de a fi cu Romeo sau de al ucide pe Lordul Montegue. În piesa originală Julieta este o femeie tânără, emotivă, timidă, și blândă. Ea se îndrăgostește imediat de Romeo când îl întâlnește și nu îi pasă că este un Montegue, în timp ce în serie ea se îndepărtează de Romeo după ce află cine e, deși îl iubește.
- Lady Portia În piesa originală Lady Portia nu a fost adresată niciodată după nume dar era cunoscută ca Lady Montegue fiind mama lui Romeo. Lady Montegue se comporta asemănător cu soțul ei fiind o mamă iubitoare și protectivă, loială cu adevărat numelui Montegue, la finalul piesei luându-și viața după ce află că Romeo s-a sinucis. În serie Lady Portia încă este o mamă iubitoare ca în piesa originală dar este mai puțin protectivă față de Romeo deoarece știe că acesta se poate descurca singur. Totodată Lady Portia nu este loială familiei Montegue deoarece și-a părăsit soțul după ce acesta a devenit nebun după putere, devenind o măicuță. Nu are nimic împotriva Capuleților și își dorește ca Romeo să fie fericit împreună cu Julieta. Nu moare în final considerând că Romeo a făcut ce trebuia și că va fi fericit împreună cu Julieta pe vecie.
- Tybalt În piesa originală Tybalt era prezentat ca arogant, egoist dar loial familiei Capulet, fiind vărul Julietei de pe partea mamei și rivalul lui Romeo. Tybalt teroriza membrii mai puțin importanți ai familiei Montegue dar își arată ura față de membri mai înalți ai familiei. Este eventual ucis de către Romeo, drept răzbunare pentru că la ucis pe Mercutio, cea ce a dus la exilul lui Romeo. În serie Tybalt nu este vărul Julietei ci fratele vitreg mai mare al lui Romeo. El este mult mai serios, și într-un fel mai dur, ura sa pentru familia Montegue fiind mai mare datorită modului în care tatăl său a profitat de mama sa, dar și a modului în care nobili îi tratează pe cetățenii Neo Veronei.

## Producție

### Staff
- Original Concept: William Shakespeare
- Original Work: Gonzo, SKY Perfect Well Think
- Director: Fumitoshi Oizaki
- Series Composition: Reiko Yoshida
- Screenplay: Natsuko Takahashi, Kurasumi Sunayama, Miharu Hirami
- Character Design: Daiki Harada
- Production Design: Jun Takagi
- Art Director: Masami Saitō
- Color Design: Toshie Suzuki
- Sound Director: Tomohiro Yoshida
- Music: Hitoshi Sakimoto
- Sound Supervisor: Junichi Satō
- Associate Producer: Tōyō Ikeda
- Director of Photography: Naoki Kitamura
- Editing: Seiji Hirose
- Special Effects: Inoieshin
- Backgrounds: Tezuka Production, Ogura Kōbō, Kosumosuātsu
- Photography Assistance: Tīzurabo, w-sky, Toransuātsu
- 3DCGI Director: Hidemitsu Shiono
- Online Editing: Kyū Tech
- Musical Orchestra: eminence
- Orchestra Conductor: Philip Chu
- Sound Effects: Hidemi Tanaka
- Audio Studio: Studio Gong
- Sound Production: Gakuonsha
- Sound Production Manager: Yoshimi Sugiyama
- Program Publicity: Kazuyo Shigematsu (CBC)
- Italian Translation: Francesca Sarzello
- Coordination: goo, Onsen
- Animation Production: Gonzo
- Production: Chubu-Nippon Broadcasting, SKY Perfect Well Think, GDH

### Cântec Tematic
Opening theme (and special ending theme for episode 24)
Inori~You Raise Me Up～ (祈り～You Raise Me Up～)?)
- Performance: Lena Park
- Original Lyrics: Brendan Graham
- Original Composition: Rolf Løvland
- Japanese Lyrics: Kaito Okachimachi
- Arrangement: Masayuki Sakamoto, Satoshi Takebe

Tema de final
Cyclone (サイクロン)?) - Episodes 1 through 14
- Performance: 12012
- Lyrics: Wataru Miyawaki
- Composition: Hiroaki Sakai
- Arrangement: 12012

Good Bye, Yesterday - Episodes 15 through 23
- Performance: Mizrock
- Original Composition: Sandra Nordstrom, Thomas Wohni
- Arrangement: Tomoki Ishizuka

## Alte formate media

### Manga
Romeo x Juliet a fost adaptată într-o serie manga, ce a fost serializată în revista shōjo Monthly Asuka a Kadokawa Shoten din 24 martie, 2007. Manga este licentiata de catre Yen Press in America de Nord si a fost publicata in Iulie 2010. 
- Artă: COM
- Concept original: William Shakespeare
- Muncă de Animație Originală: Gonzo, Sky Perfect Wellthink
- Coordonare Scenariu: Hitomi Amamiya

### Radio
O serie pentru radio prin internet, denumită Romejuli×Radio (ロミジュリ×レイディオ Romijuri×Reidio?), poate fi ascultată pe canalul Cospa, de radio  prin internet Onsen, încă din 13 aprilie, 2007. Având-ul ca seiyū pentru Juliet pe Fumie Mizusawa, și ca  seiyū al Cordelia pe Miyu Matsuki.

### Coloana sonoră
Coloana sonoră originală Romeo x Juliet a fost lansată în Februarie 2008, având numărul de catalog COCX-34784. Conține o partitură muzicală creată de Hitoshi Sakimoto, precum și cântecele tematice de deschidere și final ale anime-ului.